# Dharahara
De Dharahara (Nepalees: धरहरा) ook de Bhimsen Tower genoemd was een negen verdiepingen en 61,88 m hoge Nepalese toren in het centrum van de wijk Sundhara in Kathmandu.
De draaitrap telt 213 treden. Op de achtste verdieping was er een cirkelvormig balkon voor bezoekers dat een panoramisch zicht bood op de Kathmandu-vallei.
De toren werd zo goed als volledig vernield als gevolg van de aardbeving in Nepal van 25 april 2015. 180 lichamen werden gevonden in de resten van de toren. De aardbeving vond plaats rond lunchtijd, waardoor er veel bezoekers in de toren waren.

## Geschiedenis
De toren was gebouwd in 1832 in opdracht van Mukhtiyar (een soort premier) Bhimsen Thapa ter ere van koningin Lalit Tripura Sundari, die trouwens een nicht was van Bhimsen Thapa. Het was de tweede toren die Thapa bouwde, in 1824 had hij reeds op de site een hogere toren, met 11 verdiepingen gebouwd, Bhimsen Tower genoemd.
Beide torens werden behouden tijdens de aardbeving van 1834, hoewel de eerste toren wel ernstige schade opliep. 100 jaar later, op 15 januari 1934 vernielde een nieuwe aardbeving de eerste toren volledig en de zeven hoogste verdiepingen van de tweede toren, de toren van koningin Lalit Tripura Sundari. Deze toren werd in oorspronkelijke staat hersteld en kreeg de naam van de eerste toren, de Bhimsen Tower of Dharahara.
De toren werd reeds van bij aanvang gebruikt voor militair gebruik als wachttoren. Van 2005 tot de instorting in 2015 kon de toren door toeristen beklommen worden. De toren werd geheel opnieuw gebouwd en was begin 2021 klaar.